# Hamid Mir
Hamid Mir (Urdu, 23 de julho de 1966) é um jornalista  e editor paquistanês. Foi banido da televisão pelo regime militar do general Pervez Musharraf (2007). Em junho de 2008 foi de novo banido pelo governo de Zardari.[carece de fontes?]

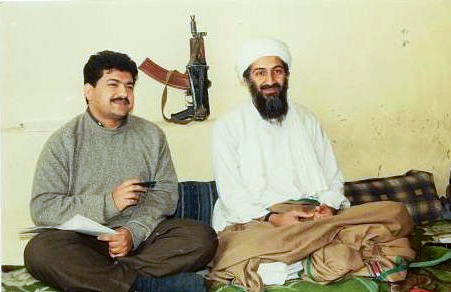
Hamid Mir entrevistando Osama bin Laden

Hamid Mir entrevistou Osama bin Laden por três vezes, fez a cobertura de guerras em territórios palestinianos, Iraque, Afeganistão, Líbano, Chechénia, Bósnia e Sri Lanka.[carece de fontes?]
Apresenta um talk show na TV.